# Open RAN
L'Open RAN, abréviation de Réseau d'Accès Radio Ouvert, est une technologie dans le domaine des réseaux mobiles visant à transformer les infrastructures de télécommunication en introduisant l'ouverture et l'interopérabilité dans les composants clés des réseaux mobiles.
Cette technologie est conçue dans le contexte du déploiement de la 5G qui, comme la 4G, était largement pris en charge par un petit nombre d'équipementiers: le trio Ericsson - Nokia - Huawei se réduisant à un duopole avec l'exclusion de Huawei de nombreux pays à partir de 2019.
L'Alliance O-RAN est formée en 2018 par cinq opérateurs, parmi lesquels Orange, AT&T, Deutsche Telekom, NTT Docomo et China Mobile. Elle a pour mission de promouvoir et de définir les normes de cette technologie.

## Aspects géopolitiques
L'Open RAN est promu par les États-Unis sous l'administration Biden, au G7, au sein du Quad avec l'Australie, l'Inde et le Japon, ainsi qu'au Trade and Technology Council (TTC) entre l'UE et les États-Unis. Ils y voient l'occasion d'introduire la technologie américaine dans l'infrastructure 5G. Les États-Unis ne disposent pas en effet d'un concurrent national à Huawei, Ericsson et Nokia. La technologie Open RAN pourrait ainsi ouvrir le marché concentré des équipements de télécommunication à certains poids lourds tels que les fournisseurs de services cloud et les géants de la technologie comme Amazon, Google et Microsoft, ainsi qu'à des entreprises spécialisées dans le matériel et les logiciels telles que Dell et Mavenir.
La Commission européenne a, quant à elle, un avis partagé sur la question. La domination de l'Open RAN est un des quatre scénarios envisagés pour la téléphonie mobile à l'horizon 2030, mais il suppose d'introduire de nouveaux concurrents pour les deux champions européens, Ericsson et Nokia, bien que ces derniers fassent désormais officiellement partie de l'Alliance O-RAN.